# SK Telecom Open
Het SK Telecom Open is een jaarlijks golftoernooi in Zuid-Korea. Het toernooi maakt deel uit van de Korean Tour en van 2001 tot en met 2007 ook van de Aziatische PGA Tour.

## Geschiedenis
De eerste editie was in 1997 en droeg toen de naam SL Telecom Classic. Vanaf 2001, toen het toernooi bij de Aziatische Tour kwam, heeft het toernooi de naam SK Telecom Open. In 2010 is het toernooi overgestapt naar de OneAsia Tour.
In 2006 kwam Michelle Wie in het nieuws toen zij in dit herentoernooi de cut haalde. Ze was de tweede vrouw die in een Koreaans herentoernooi de cut haalde, en de eerste vrouw op de Aziatische Tour.
In 2003, 2006, 2011 en 2013 werd de baan vanwege slechte weersomstandigheden ingekort tot 54 holes.

## Winnaars
| Jaar               | Baan               | Winnaar            | Score              | Score              |
| SK Telecom Classic | SK Telecom Classic | SK Telecom Classic | SK Telecom Classic | SK Telecom Classic |
| ------------------ | ------------------ | ------------------ | ------------------ | ------------------ |
| 1997               | Ildong Lake        | Park No-seok       | 285                | -3                 |
| 1998               | Ildong Lake        | Choi Gwang-soo     | 269                | -19                |
| 1999               | Ildong Lake        | Park Nam-sin po    | 278                | -10                |
| 2000               | Ildong Lake        | Park Nam-sin (2)   | 275                | -13                |
| SK Telecom Open    |                    |                    |                    |                    |
| 2001               | Ildong Lake        | Charlie Wi po      | 281                | -7                 |
| 2002               | Lakeside           | Charlie Wi (2)     | 272                | -16                |
| 2003               | BA Vista           | K.J. Choi po       | 201                | -15                |
| 2004               | BA Vista           | Simon Yates        | 279                | -9                 |
| 2005               | Ildong Lake        | K.J. Choi (2)      | 275                | -13                |
| 2006               | Sky 72             | Prom Meesawat      | 201                | -15                |
| 2007               | BA Vista           | Bae Sang-moon      | 271                | -17                |
| 2008               | Sky 72             | K.J. Choi (3)      | 272                | -16                |
| 2009               | Sky 72             | Park Sang-hyun     | 276                | -12                |
| 2010               | Sky 72             | Bae Sang-moon (2)  | 266                | -22                |
| 2011               | Pinx               | Kurt Barnes        | 202                | -14                |
| 2012               | Pinx               | Kim Bi-o           | 270                | -18                |
| 2013               | Pinx               | Matthew Griffin    | 203                | -13                |
| 2014               | Sky 72             | Kim Seung-hyuk     | 277                | -11                |
| 2015               | Sky 72             | Choi Jin-ho        | 278                | -10                |
| 2016               | Sky 72             | Lee Sang-hee       | 278                | -10                |
| 2017               | Sky 72             | Choi Jin-ho (2)    | 269                | -19                |
| 2018               | Sky 72             | Kwon Sung-yeol     | 275                | -13                |
| 2019               | Sky 72             | Ham Jeong-woo      | 271                | -13                |
| 2021               | Pinx               | Kim Joo-hyung      | 270                | -14                |
| 2022               | Pinx               | Kim Bi-o (2)       | 265                | -19                |

po = gewonnen met play-off
 Thailand Open ·
 Indonesia PGA Championship ·
 China Open ·
 Maekyung Open ·
 SK Telecom Open ·
 Fiji International ·
 China Masters ·
 Korea Open ·
 Australian Open ·
 Australian PGA Championship
Dongfeng Nissan Cup